# Elternverband
Ein Elternverband ist eine organisierte Interessenvertretung von Eltern, um die Belange der Erziehungsberechtigten auf Bundes- und Landesebene, also insbesondere gegenüber dem Schulministerium oder bei Anhörungen im Landtag zu vertreten.

## Situation in Deutschland
Für die Interessenvertretung der Eltern von Schülern gibt es in den einzelnen Bundesländern unterschiedliche institutionalisierte Beteiligungsformen. Auf Bundesebene wurde der Bundeselternrat geschaffen. Elternverbände sind häufig Dachverbände von Elternvereinen und in Landesverbänden organisiert. Beispiele sind die Föderation Türkischer Elternvereine in Deutschland und die Katholische Elternschaft Deutschlands.

### Bayern
Da es in Bayern (ebenso wie in NRW) auf Kreis-, Bezirks- und Landesebene keine gesetzliche Elternvertretung  gibt, werden Eltern hier nur durch privatrechtliche Elternorganisationen vertreten. Diese heißen Elternverband (z. B. Bayerischer Elternverband) oder Elternvereinigung (z. B. Landes-Eltern-Vereinigung der Gymnasien in Bayern, der Wirtschaftsschulen, der Fachoberschulen). Katholische Eltern werden durch den Landesverband der Katholischen Elternschaft Deutschlands vertreten, evangelische durch die Freie Evangelische Elternvereinigung. Für die Eltern von Kindern mit Behinderung gibt es u. a. den Landeselternbeirat und die Initiative Gemeinsam leben – gemeinsam lernen.
Der Bayerische Elternverband (BEV) vertritt die Interessen der Eltern von Kita- und Schulkindern gegenüber Politik und Verwaltung in Bayern. Er berät und schult Elternvertretungen an Kitas und Schulen und berät einzelne Eltern. Der BEV entstand 1968 im Zusammenhang mit dem Volksbegehren gegen die Konfessionsschule in Bayern. Da es für Eltern mit Kindern an  Gymnasien und Realschulen   zu dieser Zeit bereits eigene Elternverbände gab, befasste sich der BEV vor allem mit Volksschulen. Heute vertritt er Eltern aller Schularten und ist weder  politisch noch  konfessionell gebunden.

### Nordrhein-Westfalen
Elternverbände nehmen insbesondere die Aufgaben wahr, „die von allgemeiner und grundsätzlicher Bedeutung sind und über die einzelnen Schulen hinausgehen“. Eine institutionelle Elternvertretung wie ein Landeselternbeirat in anderen Bundesländern ist nicht vorgesehen (sog. Verbändemodell). Die Elternverbände sind als Vereine organisiert, z. B. gibt es schulformübergreifend mit der Landeselternkonferenz LEK NRW den Dachverband der nach §62/72 SchulG in NRW gewählten Stadtschulpflegschaften, und darüber hinaus schulartspezifische Landesvertretungen (z. B. Landeselternschaft Grundschulen, Landeselternschaft der integrierten  Schulen oder Landeselternschaft der Gymnasien) oder Verbände die konfessionsgebundene Schulen vertreten (z. B. Katholische Elternschaft Deutschlands KED in NRW), so wie weitere Initiativen.
Das Recht der Elternverbände auf regelmäßige Gespräche im Schulministerium ist im Schulgesetz für das Land Nordrhein-Westfalen (SchulG) verankert (§ 77 Abs. 4 SchulG).
Auch in der Schule haben sie insofern eine besondere Stellung, als für sie Geldsammlungen durchgeführt werden dürfen (§ 55 Abs. 2 SchulG) und sie sich mit Druckschriften an die Mitwirkungsgremien wenden dürfen (§ 56 SchulG).
Die in Nordrhein-Westfalen auf Landesebene organisierten Elternverbände sind im Bildungsportal beim Schulministerium zu finden.

## Situation in Österreich
Da es in Österreich keine gesetzlich geregelte Elternvertretung auf Landesebene gibt, nehmen die Landeselternverbände diese Aufgaben wahr. Es handelt sich dabei um privatrechtliche Verbände im Sinne des österreichischen Vereinsgesetzes, deren Mitglieder Elternvereine sind.
Auch auf Bundesebene existiert in Österreich keine gesetzlich geregelte Elternvertretung, daher haben sich die Landeselternverbände schultypenspezifisch zu Bundeselternverbänden zusammengeschlossen.